# Valle Viejo
Valle Viejo is een departement in de Argentijnse provincie Catamarca. Het departement (Spaans:  departamento) heeft een oppervlakte van 540 km² en telt 23.707 inwoners.

## Plaatsen in departement Valle Viejo
- Antapoca
- Campo Garriga
- Colonia Jojoba
- El Bañado
- El Lindero
- El Portezuelo
- Huaycama
- La Sala
- Las Esquinas
- Las Tejas
- Polcos
- Pozo del Mistol
- Puesto Los Molinos
- Ruta 13
- San Isidro
- Santa Cruz
- Santa Rosa
- Sumalao
- Villa Dolores